# کانجی شیگئوکا
کانجی شیگئوکا (انگلیسی: Kanji Shigeoka، ژاپنی: 重岡 完治؛ زادهٔ ۶ نوامبر ۱۹۳۴) کشتی‌گیر اهل ژاپن بود.